# Sent German de las Vòlps
Sent German las Vòlps (en francès Saint-Germain-Lavolps) és un municipi francès situat al departament de la Corresa i a la regió de la Nova Aquitània.

## Demografia
| 1962                                       | 1968 | 1975 | 1982 | 1990 | 1999 | 2007 |
| ------------------------------------------ | ---- | ---- | ---- | ---- | ---- | ---- |
| 128                                        | 94   | 82   | 82   | 99   | 93   | 92   |
| Des de 1962: població sense dobles comptes |      |      |      |      |      |      |

## Administració
| Període   | Identitat           | Partit |
| --------- | ------------------- | ------ |
| 1989-2008 | Fernand Chavastelon | PCF    |
| 2008-     | Didier Peneloux     |        |